# Hogna subligata
Hogna subligata là một loài nhện trong họ Lycosidae.
Loài này thuộc chi Hogna. Hogna subligata được Ludwig Carl Christian Koch miêu tả năm 1877.